# H. G. Wells
Herbert George Wells (Bromley, Inglaterra, 21 de septiembre de 1866-Londres, 13 de agosto de 1946), más conocido como H. G. Wells, fue un escritor y novelista británico. Wells fue un autor prolífico que escribió en diversos géneros, como ciencia ficción, docenas de novelas, relatos cortos, obras de crítica social, sátiras, biografías y autobiografías. Es recordado por sus novelas de ciencia ficción y es frecuentemente citado como el «padre de la ciencia ficción» junto con Julio Verne y Hugo Gernsback.
Sin embargo, durante su vida fue reconocido como un crítico social con visión de futuro, incluso profético, que dedicó sus talentos literarios al desarrollo de una visión progresista a escala global. En su faceta de futurista, escribió diversas obras utópicas y previó el advenimiento de aviones, tanques, viajes espaciales, armas nucleares, televisión por satélite y algo parecido a internet. En la ciencia ficción imaginó viajes en el tiempo, invasiones alienígenas, invisibilidad e ingeniería biológica. Entre sus obras más destacadas están La máquina del tiempo (1895), La isla del doctor Moreau (1896), El hombre invisible (1897), La guerra de los mundos (1898) y La guerra en el aire (1907). Estuvo nominado en cuatro ocasiones al Premio Nobel de Literatura.
En un principio Wells estudió biología y sus ideas sobre cuestiones éticas se desenvolvieron en un contexto específica y fundamentalmente darwiniano. También fue siempre un abierto socialista que a menudo (aunque no siempre, como al comienzo de la Primera Guerra Mundial) simpatizó con posturas pacifistas. Sus obras posteriores fueron cada vez más políticas y didácticas, dejando de lado la ciencia ficción, mientras que a veces indicaba en documentos oficiales que su profesión era el periodismo. Novelas como Kipps o La historia de Mr. Polly, que describen la vida de la clase media-baja, llevaron a sugerir que era un digno sucesor de Charles Dickens, aunque Wells retrató numerosos estratos sociales e incluso intentó, en Tono-Bungay (1909), un diagnóstico del conjunto de la sociedad inglesa. Enfermo de diabetes, Wells cofundó en 1934 La Asociación Diabética (hoy conocido como Diabetes UK), de finalidad caritativa. Por sus escritos relacionados con la ciencia, en 1970 se decidió en su honor llamar H. G. Wells a un astroblema lunar ubicado en la cara oculta de la Luna.

## Biografía
Nació en la Casa Atlas, High Street número 47, en Bromley, Kent, el 21 de septiembre de 1866, como el tercer hijo varón de Joseph Wells y su esposa Sarah Neal. La familia pertenecía a la empobrecida clase media-baja de la época. Tenían una tienda nada próspera comprada gracias a una herencia, en la que vendían productos deportivos y loza fina.
En 1874 el joven Herbert George Wells vivió un hecho que tendría notables repercusiones en su futuro: sufrió un accidente que lo dejó en cama con una pierna quebrada. Para matar el tiempo, empezó a leer libros de la biblioteca local que le traía su padre. Se aficionó a la lectura y comenzó a desear escribir. Ese mismo año entró en una academia comercial llamada Thomas Morley's Commercial Academy, en la que continuó hasta 1880.
En 1877 su padre sufrió un accidente que le impidió ganarse la vida como lo había hecho hasta entonces. Ello condujo a que Herbert y sus hermanos comenzaran a emplearse en diversos oficios. Fue así como, entre 1881 y 1883, llegó a ser aprendiz de una tienda de textiles llamada Southsea Drapery Emporium: Hyde's, experiencia que se ve reflejada en sus novelas The Wheels of Chance (1896) y Kipps: The Story of a Simple Soul (1905) cuyo protagonista es aprendiz textil. En 1883 se enroló en la escuela de gramática Midhurst de Sussex Occidental como alumno y tutor, donde continuó su avidez por la lectura.
En 1884 obtuvo una beca para estudiar biología en el Royal College of Science de Londres, donde tuvo como profesor a Thomas Henry Huxley. Estudió allí hasta 1887. Wells mismo, recordando esa época, habla de haber sufrido hambre constantemente. En este período también ingresa a un club de debate de la escuela llamado Debating Society, donde expresa su interés por transformar la sociedad. Formó parte de los fundadores de The Science School Journal, una revista en la que dio a conocer sus postulados en literatura y en temas sociales. Fue en ella que vio la luz por primera vez su novela La máquina del tiempo, pero con el título original: The Chronic Argonauts (Los Argonautas Crónicos). 

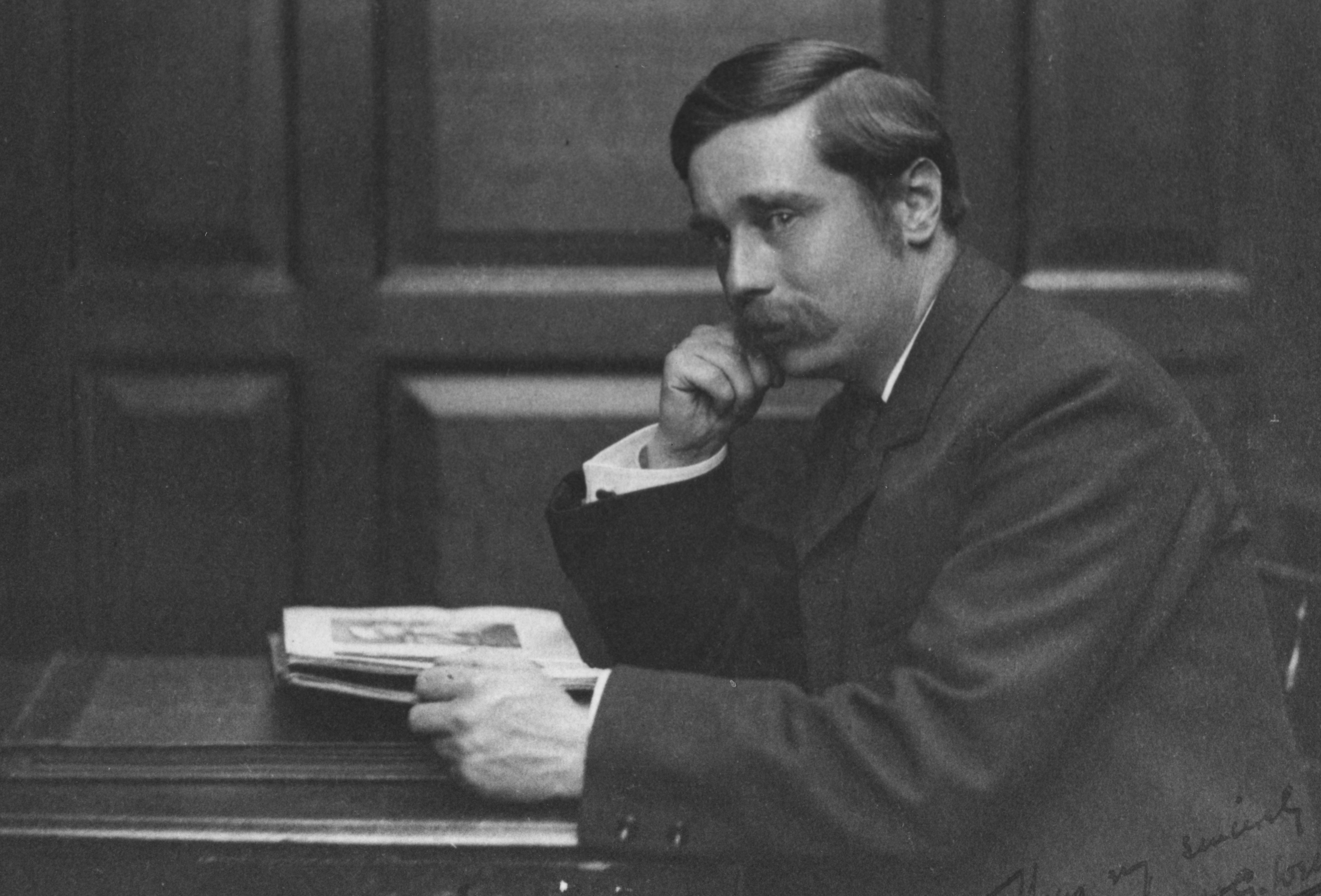
H. G. Wells mientras estudiaba en Londres (circa 1890).

Al suspender el examen de geología en 1887, perdió la beca. Por eso no fue sino hasta 1890 que recibió el título de grado en zoología del Programa Externo de la Universidad de Londres. Sin la beca, es decir, sin ingresos, se fue a vivir a casa de una pariente llamada Mary, prima de su padre, donde se interesó por la hija de ésta, Isabel. Entre 1889 y 1890 fue profesor de la Henley House School. Fue uno de los fundadores de la Royal College of Science Association, siendo su primer presidente en 1909.
Su relación con Rebecca West, que duró diez años, dio por fruto un hijo, Anthony West, nacido en 1914. Al contraer tuberculosis, abandonó todo para dedicarse a escribir; llegó a completar más de cien obras. Se le considera uno de los precursores de la ciencia ficción y sus primeras obras tuvieron ya por tema la fantasía científica, descripciones proféticas de los triunfos de la tecnología y comentarios sobre los horrores de las guerras del siglo XX: La máquina del tiempo (The Time Machine, 1895), su primera novela, de éxito inmediato, en la que se entrelazaban la ciencia, la aventura y la política; El hombre invisible (The Invisible Man, 1897); La guerra de los mundos (The War of the Worlds, 1898) y Los primeros hombres en la luna (The First Men in the Moon, 1901). Muchas de ellas dieron origen a varias películas.
A la vez se interesó por la realidad sociológica del momento, especialmente por la de las clases medias, defendiendo los derechos de los marginados y luchando contra la hipocresía imperante, que dibujó con cariño, compasión y sentido del humor en novelas como Love and Mr. Lewisham (1900), Kipps, the Story of a Simple Soul (1905) y Mr. Polly (1910), novela de extenso retrato de los personajes en la que, como en Kipps, describe con fina ironía el fracaso de las aspiraciones sociales de sus protagonistas. 
La gran mayoría de sus restantes libros pueden clasificarse como novelas sociales. Entre ellas se encuentran Ana Verónica (Ann Veronica) 1909), en la que defiende los derechos de las mujeres, Tono Bungay (1909), un ataque al capitalismo irresponsable, y Mr. Britling va hasta el fondo (1916), que describe la reacción del inglés medio ante la guerra. Después de la Primera Guerra Mundial (1914-1918), redactó la historia de la humanidad en tres partes, Outline of History (1920), en la que colaboró Julian Huxley.

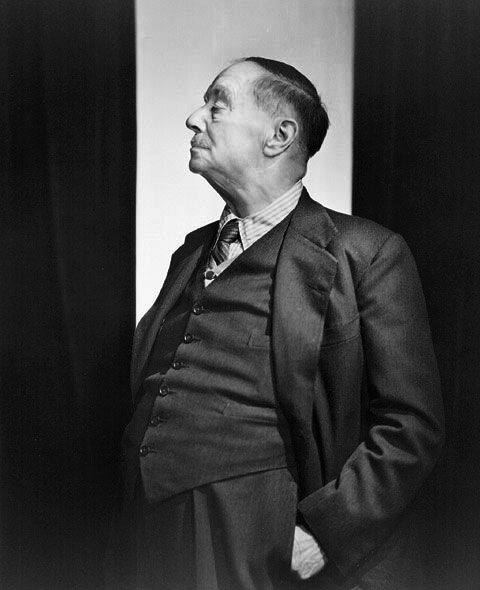
H. G. Wells en 1943.

A lo largo de toda su vida Wells se preocupó, y dejó amplia constancia de ello, de la supervivencia de la sociedad contemporánea. Durante un breve período, fue miembro de la Sociedad Fabiana. Aunque creyó firmemente en la utopía según la cual las vastas y terroríficas fuerzas materiales puestas a disposición del ser humano podían ser controladas por la razón y utilizadas para el progreso y la igualdad entre los habitantes del mundo, poco a poco fue volviéndose más pesimista y cesó su pertenencia a dicha sociedad. Así dedicó su obra 42 to 44 (1944) a la crítica de muchos de los líderes mundiales del momento. Por otro lado, en El destino del homo sapiens (1945) expresaba dudas acerca de la posibilidad de supervivencia de la raza humana. Escribió asimismo Experimento en autobiografía (1934) antes de su muerte acaecida el 13 de agosto de 1946 en Londres.

## Convicciones
H. G. Wells fue toda su vida un izquierdista convencido. De hecho, su primera novela, La máquina del tiempo (1895), trataba fundamentalmente la lucha de clases. Los hermosos Eloi eran descendientes de los antiguos capitalistas, y los Morlocks de los proletarios, enterrados junto con las máquinas y la industria y que, en la novela, acaban por dominar a sus antiguos opresores. Convencido de la necesidad de un sistema social más justo, se uniría a la Sociedad Fabiana, cuyo objetivo era instaurar el socialismo de forma pacífica, si bien diferencias con ciertos miembros (por ejemplo Bernard Shaw) acabaron por distanciarlo del grupo. 
Wells criticó también la hipocresía y la rigidez de la época victoriana, así como el imperialismo británico y en su novela Ana Verónica (1909) se adelanta a lo que serían los movimientos de liberación femeninos. Wells estaba convencido de que la especie humana podría ser mejorada gracias a la ciencia y a la educación. Sin embargo, se distanció de muchos de sus contemporáneos al ser uno de los primeros pensadores que advirtió del peligro de confiar ciegamente en las máquinas. Siempre postuló que era el hombre quien debería dominar a las máquinas, y no al revés. 
Durante la última época de su vida, Wells asumió la tarea de defender en escritos y conferencias todo aquello que considerara positivo para el progreso, así como en criticar los grandes guerras que asolaron Europa.

## Obras

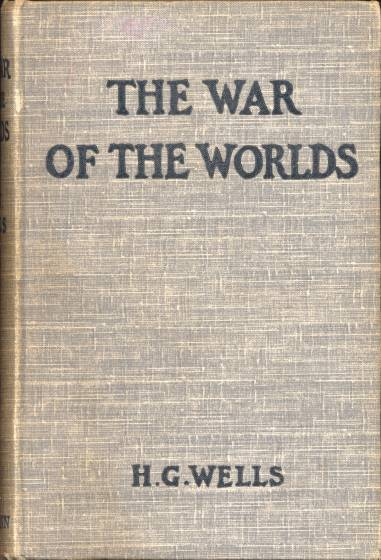
Portada de la primera edición de La guerra de los mundos (1898).

Todas las obras de H. G. Wells están influidas por sus profundas convicciones. En La máquina del tiempo (1895) abordó el tema de la lucha de clases; en La isla del doctor Moreau (1896) y en El hombre invisible (1897), los límites éticos de la ciencia y la obligación del científico de actuar de forma ética más allá del poder que le otorgan sus descubrimientos; en La guerra de los mundos (1898), la crítica de los usos y costumbres de la época victoriana y las prácticas imperialistas británicas. Esto en lo que respecta a sus primeras novelas, que lo han convertido en uno de los más grandes escritores de ciencia ficción. A partir de 1900 comenzó a escribir novelas que describían la vida de la gente humilde, entre las que se encuentra Ana Verónica (1909), en la que aborda el tema de la liberación de la mujer. 
Además de las novelas, escribió ensayos de carácter enciclopédico como El perfil de la historia (1919) o La conspiración abierta (1922) y, si bien jamás desistió en su intento de crear un mundo más justo y solidario, sus últimos escritos El destino del homo sapiens (1939) y La mente a la orilla del abismo (1945) están marcados por un pesimismo fruto de contemplar una humanidad que, por ambición y odio, se destruye a sí misma. 
El estilo literario de Wells, sin embargo, no está a la altura de los temas que trata, y es a estos últimos que debe su fama como escritor. Según él, lo que cuenta es lo que se escribe, no cómo se escribe. Como él mismo dijo: 

Yo hago honradamente lo que puedo por evitar repeticiones en mi prosa y cosas así pero, quitando un pasaje de altura, no veo el interés de escribir por la belleza del lenguaje sin más.
[cita requerida]

Poseyó también vocación de historiador, publicó dos obras: Breve historia del mundo y Esquema de la historia universal, ambos comienzan en la creación de la Tierra, extendiéndose el primero hasta la formación de la Sociedad de Naciones y la segunda hasta la caída de la Alemania nazi.
En 1997 fue incluido en el Salón de la Fama de la Ciencia Ficción con carácter póstumo en reconocimiento a su obra pionera en el género. Al igual se ha reconocido su influencia en muchos otros eventos, como en el hecho de que aparezca reseñado en la encuesta Locus de 1997 como uno de los mejores autores de ciencia ficción de todos los tiempos, y en el que sus obras La máquina del tiempo y La guerra de los mundos obtuvieran también esa distinción en la encuesta realizada en 1998, todo un siglo después de la publicación de la segunda de ellas. Wells fue también, sin que ello suponga contradicción alguna con sus convicciones pacifistas, pionero en el desarrollo de reglamentos para juegos de guerra, con sus obras Floor Games (1911) y Little Wars (1913).

## Premios y nominaciones
- 1921, 1932, 1935 y 1946: nominado a Premio Nobel de Literatura
- 1997: Incluido en el Salón de la Fama de la Ciencia Ficción
- 1998: Encuesta Locus, 17.ª mejor novela anterior a 1990 por La máquina del tiempo
- 1998: Encuesta Locus, 28ª mejor novela anterior a 1990 por La guerra de los mundos
- 1999: Encuesta Locus, 2.ª mejor novela corta de todos los tiempos por La máquina del tiempo

## En la cultura popular
- En la película "Los pasajeros del tiempo" (1979) de Nicholas Meyer, H.G. Wells protagoniza la persecución inter-temporal de Jack el Destripador.
- H.G. Wells apareció como personaje en la teleserie de ciencia ficción y superhéroes "Lois y Clark, Las nuevas aventuras de Superman". En dicha serie, Wells era un viajero del tiempo que perseguía a Tempus, un forajido intemporal.
- En el capítulo 11 "Los ocho magnificos" de la serie de DC, Legends of Tomorrow aparece H.G. Wells como un niño, siendo salvado de una enfermedad aún incurable en el viejo oeste por una de las leyendas, el Profesor Stein.
- Aparece como uno de los personajes que visita Goggins en la obra Gog del autor italiano Giovanni Papini.[14]
- H.G Wells apareció en la novela ligera "55 minutes" de la obra Bungou Stray Dogs, de Kafka Asagiri.